# Caduta libera - Campionissimi
Caduta libera - Campionissimi è stato un programma televisivo italiano e spin-off di Caduta libera, andato in onda in prima serata su Canale 5 dal 24 giugno 2016 al 5 gennaio 2022, con la conduzione di Gerry Scotti. Dopo due puntate isolate nel 2016 e nel 2017 che costituivano in realtà "eventi speciali" e due puntate preserali nel 2019 (le quali costituivano in realtà le ultime due puntate dell'ottava edizione del programma originale), nel 2021 il programma, trasmesso dallo studio 20 del Centro di produzione Mediaset di Cologno Monzese, aveva acquisito la struttura di un'edizione serale periodica in più puntate.

## Il programma
Caduta libera - Campionissimi è il titolo usato per le puntate speciali di Caduta libera trasmesse con due puntate speciali in prima serata dal 24 giugno 2016 al 5 gennaio 2022, mentre le puntate del 16 e del 17 novembre 2019 erano state trasmesse nel preserale. Nel programma partecipa il campione che ha vinto più soldi nella storia del programma. Insieme al Campionissimo vengono scelti dieci campioni che hanno vinto meno soldi (che al massimo sono stati sulla botola centrale) a quello del Campionissimo e di conseguenza hanno vinto il programma.
Nella seconda edizione (2021) in ogni puntata vede sulla botola centrale un super campione della storia del programma. A sfidarlo ci sono altri otto campioni del passato e due personaggi famosi (che in caso di vincita devolveranno il montepremi in beneficenza).

## Storia del programma
Il programma, nato come spin-off di Caduta libera, tratto dal format israeliano La'uf al HaMillion (Still Standing) e creato dall'Armoza Formats, ha preso parte del palinsesto di Canale 5 dal 24 giugno 2016 al 5 gennaio 2022, con la conduzione di Gerry Scotti. Dopo due puntate speciali andate in onda il 24 giugno 2016 e il 12 giugno 2017, che erano costituite da "eventi speciali" e due puntate preserali nel 2019, nel 2021 e nel 2022 il programma trasmesso dallo studio 20 del Centro di produzione Mediaset di Cologno Monzese, ha acquisito la struttura di un'edizione periodica in più puntate.
La prima edizione è andata in onda nella fascia preserale sabato 16 e domenica 17 novembre 2019, con la conduzione di Gerry Scotti, e ha visto la vittoria di Nicolò Scalfi.
La seconda edizione è andata in onda in prima serata su Canale 5 dal 16 dicembre 2021 al 5 gennaio 2022 per 4 puntate (tre puntate sono andate in onda di giovedì, mentre l'ultima puntata di mercoledì), sempre con la conduzione di Gerry Scotti, e ha visto la vittoria di Christian Fregoni.

## Edizioni
| Edizione | Periodo          | Periodo          | Conduzione   | Puntate   | Puntate      | Regia              | Campionissimi     | Studio                                                         |
| Edizione | Inizio           | Fine             | Conduzione   | Preserale | Prima serata | Regia              | Campionissimi     | Studio                                                         |
| -------- | ---------------- | ---------------- | ------------ | --------- | ------------ | ------------------ | ----------------- | -------------------------------------------------------------- |
| Speciale | 24 giugno 2016   | 24 giugno 2016   | Gerry Scotti | –         | 1            | Giancarlo Giovalli | Edoardo Riva      | Studio 20 del Centro di produzione Mediaset di Cologno Monzese |
| Speciale | 12 giugno 2017   | 12 giugno 2017   | Gerry Scotti | –         | 1            | Giancarlo Giovalli | Benedetto Arru    | Studio 20 del Centro di produzione Mediaset di Cologno Monzese |
| 1ª       | 16 novembre 2019 | 17 novembre 2019 | Gerry Scotti | 2         | –            | Giancarlo Giovalli | Nicolò Scalfi     | Studio 20 del Centro di produzione Mediaset di Cologno Monzese |
| 2ª       | 16 dicembre 2021 | 5 gennaio 2022   | Gerry Scotti | –         | 4            | Giancarlo Giovalli | Christian Fregoni | Studio 20 del Centro di produzione Mediaset di Cologno Monzese |

## Puntate e ascolti

### Puntata speciale (2016)
| Puntata | Messa in onda  | Ascolti        | Ascolti | Campionissimo (sulla botola centrale) | Ospiti                                                                                  |
| Puntata | Messa in onda  | Telespettatori | Share   | Campionissimo (sulla botola centrale) | Ospiti                                                                                  |
| ------- | -------------- | -------------- | ------- | ------------------------------------- | --------------------------------------------------------------------------------------- |
| 1       | 24 giugno 2016 | 3 454 000      | 18,52%  | Edoardo Riva                          | Maria De Filippi, Iva Zanicchi, Edoardo Vianello, Cristina D'Avena, Giuseppe Giacobazzi |

### Puntata speciale (2017)
| Puntata | Messa in onda  | Ascolti        | Ascolti | Campionissimo (sulla botola centrale) | Ospiti                                |
| Puntata | Messa in onda  | Telespettatori | Share   | Campionissimo (sulla botola centrale) | Ospiti                                |
| ------- | -------------- | -------------- | ------- | ------------------------------------- | ------------------------------------- |
| 1       | 12 giugno 2017 | 3 273 000      | 15,60%  | Benedetto Arru                        | Francesco Gabbani, Arisa, Ale e Franz |

### Prima edizione (2019)
| Puntata | Messa in onda    | Ascolti        | Ascolti | Campionissimo (sulla botola centrale) |
| Puntata | Messa in onda    | Telespettatori | Share   | Campionissimo (sulla botola centrale) |
| ------- | ---------------- | -------------- | ------- | ------------------------------------- |
| 1       | 16 novembre 2019 | 4 267 000      | 22,40%  | Nicolò Scalfi                         |
| 2       | 17 novembre 2019 | 4 218 000      | 19,20%  | Nicolò Scalfi                         |
| Media   | Media            | 4 255 000      | 19,40%  |                                       |

### Seconda edizione (2021-2022)
| Puntata | Messa in onda    | Ascolti        | Ascolti | Campionissimi (sulla botola centrale) | Sfidanti | Sfidanti                            | Ospiti                                                                 |
| Puntata | Messa in onda    | Telespettatori | Share   | Campionissimi (sulla botola centrale) | Campionissimi | Volti Mediaset                      | Ospiti                                                                 |
| ------- | ---------------- | -------------- | ------- | ------------------------------------- | --- | ----------------------------------- | ---------------------------------------------------------------------- |
| 1       | 16 dicembre 2021 | 2 468 000      | 13,80%  | Nicolò Scalfi                         | Edoardo Riva, Ginevra Gori, Silvio Modesti, Diego Maraldi, Monica Delisio, Alessandra Ciafrè, Benedetto Arru, Stefania Conzato                     | Alvin, Veronica Gentili             | Ivana Spagna, Martufello, I Gemelli di Guidonia                        |
| 2       | 23 dicembre 2021 | 2 084 000      | 12,10%  | Gabriele Giorgio                      | Luca Simoncini, Roberta Capuano, Eleonora Vecchiato, Lorenzo Boselli, Don Andrea Rabassini, Simona Montalbetti, Roberto Foffa                      | Roberta Giarrusso, Nicola Savino    | The Kolors, Iva Zanicchi, Elettra Lamborghini                          |
| 2       | 23 dicembre 2021 | 2 084 000      | 12,10%  | Maria Grazia Grimaldi                 | Luca Simoncini, Roberta Capuano, Eleonora Vecchiato, Lorenzo Boselli, Don Andrea Rabassini, Simona Montalbetti, Roberto Foffa                      | Roberta Giarrusso, Nicola Savino    | The Kolors, Iva Zanicchi, Elettra Lamborghini                          |
| 3       | 30 dicembre 2021 | 2 384 000      | 13,40%  | Christian Fregoni                     | Fabrizio Andreotti, Valentina Alemanni, Massimo Mattevi, Umberto Riccio, Elisa Rossetto, Simona Luppi, Alessandro Del Gaudio, Guglielmo Ballestrin | Francesco Vecchi, Giorgia Venturini | Claudio Lauretta, Cristina D'Avena, Alex Britti                        |
| 4       | 5 gennaio 2022   | 2 293 000      | 12,50%  | Michele Marchesi                      | Giovanni Trovato, Gabriele Giorgio, Silvio Modesti, Monica Delisio, Edoardo Riva                                                                   | Alessandra Viero, Aurora Ramazzotti | Cristiano Malgioglio, Amanda Lear, Raul Cremona, I Gemelli di Guidonia |
| 4       | 5 gennaio 2022   | 2 293 000      | 12,50%  | Maria Grazia Grimaldi                 | Giovanni Trovato, Gabriele Giorgio, Silvio Modesti, Monica Delisio, Edoardo Riva                                                                   | Alessandra Viero, Aurora Ramazzotti | Cristiano Malgioglio, Amanda Lear, Raul Cremona, I Gemelli di Guidonia |
| 4       | 5 gennaio 2022   | 2 293 000      | 12,50%  | Nicolò Scalfi                         | Giovanni Trovato, Gabriele Giorgio, Silvio Modesti, Monica Delisio, Edoardo Riva                                                                   | Alessandra Viero, Aurora Ramazzotti | Cristiano Malgioglio, Amanda Lear, Raul Cremona, I Gemelli di Guidonia |
| 4       | 5 gennaio 2022   | 2 293 000      | 12,50%  | Christian Fregoni                     | Giovanni Trovato, Gabriele Giorgio, Silvio Modesti, Monica Delisio, Edoardo Riva                                                                   | Alessandra Viero, Aurora Ramazzotti | Cristiano Malgioglio, Amanda Lear, Raul Cremona, I Gemelli di Guidonia |
| Media   | Media            | 2 307 000      | 12,95%  |                                       | |                                     |                                                                        |

## Audience
| Edizione | Rete televisiva | Anno      | Stagione        | Programmazione | Programmazione | Programmazione | Programmazione | Programmazione | Programmazione | Programmazione | Collocazione | Media auditel  | Media auditel | Premiere       | Premiere | Finale         | Finale |
| Edizione | Rete televisiva | Anno      | Stagione        | L              | M              | M              | G              | V              | S              | D              | Collocazione | Telespettatori | Share         | Telespettatori | Share    | Telespettatori | Share  |
| -------- | --------------- | --------- | --------------- | -------------- | -------------- | -------------- | -------------- | -------------- | -------------- | -------------- | ------------ | -------------- | ------------- | -------------- | -------- | -------------- | ------ |
| Speciale | Canale 5        | 2016      | estate          |                |                |                |                |                |                |                | Prima serata | 3 454 000      | 18,52%        | –              | –        | –              | –      |
| Speciale | Canale 5        | 2017      | primavera       |                |                | 3 273 000      | 15,60%         |                |                |                | Prima serata |                |               | –              | –        | –              | –      |
| 1ª       | Canale 5        | 2019      | autunno         |                |                |                | Preserale      | 4 255 000      | 19,40%         | 4 267 000      | 22,40%       | 4 218 000      | 19,20%        |                |          |                |        |
| 2ª       | Canale 5        | 2021-2022 | autunno-inverno |                |                |                |                | Prima serata   | 2 307 000      | 12,95%         | 2 468 000    | 13,80%         | 2 293 000     | 12,50%         |          |                |        |

## Regolamento e svolgimento
Lo svolgimento del gioco prevede delle sfide tra 11 concorrenti (un campione centrale e dieci sfidanti). Il concorrente centrale sceglie di volta in volta, alternando tra un uomo e una donna, un avversario. La sfida avviene con il conduttore che pone domande di cultura generale, formulate come definizioni, in cui sono già visualizzate alcune lettere delle risposte e alle quali bisogna rispondere in 30 secondi, con un numero illimitato di tentativi. Il concorrente centrale ha 3 vite che, laddove non sappia una risposta, gli permettono di passare la domanda all'avversario il quale dovrà necessariamente rispondere. Se lo sfidante indovina, ruba la vita al campione (tuttavia la vita gli servirebbe solo a evitare la caduta in caso non sappia una risposta, in quanto gli sfidanti non possono passare le domande). Se alla fine dei 30 secondi lo sfidante non ha dato la risposta esatta e non ha vite, la botola ai suoi piedi si apre facendolo cadere. Se invece è il concorrente centrale a non dare la risposta e a non avere più vite, sarà quest'ultimo a cadere e lo sfidante prende il suo posto, diventando il nuovo campione.
Una volta eliminato lo sfidante, il concorrente centrale deve scegliere tra il piede bianco e il piede nero del lecca-lecca posto davanti alla botola. In base alla scelta fatta, il concorrente centrale può guadagnare una somma che si va ad aggiungere al montepremi, guadagnare una vita, raddoppiare la somma guadagnata fino a quel momento oppure perderla completamente. Se il concorrente centrale cade nella botola, il montepremi da lui guadagnato viene azzerato e lo sfidante riparte dal premio posto nella sua postazione. Il montepremi massimo totale del programma è di 500000 €.
Se resta un solo sfidante oppure scade il tempo a disposizione per l'intera gara (fatto che viene annunciato dal suono di una sirena in caso del secondo caso), si va a L'ultima sfida. Se il concorrente centrale vince l'ultima sfida si conferma campione in carica, passando al gioco finale de I 10 passi, mentre se è lo sfidante a vincere, quest'ultimo diventa campione e ruba tutto il montepremi conquistato al precedente.
In questo gioco il concorrente deve rispondere a 10 domande in 3 minuti. Se non sa una risposta può passare la domanda e ritentare in un secondo momento. Se indovina tutte le risposte vince il montepremi, altrimenti non vince nulla e cade nella botola.
Vi sono alcuni vincoli fisici per poter partecipare come concorrente: 
- età compresa tra i 18 e i 55 anni
- non pesare più di 100 chili
- essere alti non più di 2 metri
- non indossare scarpe col tacco
- non soffrire o aver sofferto di problemi cardiaci o alla schiena
- togliere gli occhiali (se portati) passandoli al conduttore prima di cadere nella botola

## Montepremi
| Contenuto        | Nº caselle |
| ---------------- | ---------- |
| 1000 €           | 9          |
| 5000 €           | 5          |
| 10000 €          | 4          |
| 20000 €          | 3          |
| 30000 €          | 2          |
| 100000 €         | 1          |
| Perde Tutto      | 1          |
| Raddoppia        | 1          |
| Vita bonus       | 1          |
| Totale: 500000 € |            |

## Modalità di gioco

### Durante la competizione
- Modalità classica: questa modalità prevede di rispondere correttamente a domande o definizioni poste in modo enigmistico. Di ogni risposta vengono inoltre visualizzate alcune lettere in aiuto al concorrente. Se lo sfidante centrale conosce la risposta, l'altro sfidante cade nella botola. Se lo sfidante centrale per quattro volte non è in grado di dare la risposta, cade nella botola e l'altro sfidante diventa il nuovo campione.
- Parole al buio: i due concorrenti devono individuare da zero una parola di sei lettere aggiungendo su una griglia una lettera alla volta in 10 secondi. Dopo ogni tentativo, sulla griglia restano solo le lettere corrette della parola proposta dal concorrente. In caso di diversi errori consecutivi, un grafico si riempie fino a fornire automaticamente una lettera in aiuto ai concorrenti. Vince la sfida chi scopre la parola per primo.
- Parole mimetizzate: i due sfidanti devono individuare una parola di senso compiuto nascosta all'interno di una sequenza di diciotto lettere, con un indizio iniziale da parte del conduttore. Nel duello, ogni concorrente ha 10 secondi per rispondere, dopodiché ad ogni errore viene eliminata una lettera. Vince la sfida chi per primo individua la parola nascosta.
- Parole arcane: gli sfidanti devono individuare tra otto parole la combinazione delle due che corrispondono a una definizione che viene letta dal conduttore in 10 secondi.
- 6 col resto di 2: gli sfidanti devono indovinare tra una lista di 8 elementi quali sono i due intrusi secondo un criterio dato dal conduttore. Non ci sono limiti di tempo. Accanto alla grafica compare un semaforo che diventa rosso se le risposte sono entrambe sbagliate, giallo se una delle due è esatta, verde se sono entrambe esatte.
- Che coppia!: gli sfidanti devono abbinare 14 elementi formando 7 coppie secondo un criterio dato dal conduttore.
- Bersaglio libero: gli sfidanti devono abbinare correttamente 7 elementi a 3 opzioni di risposta denominate "bersagli". In caso di errore si ricomincia da capo.
- Chissà chi sarà?: i concorrenti devono riuscire a indovinare in 10 secondi un personaggio famoso, partendo da una lettera che il suo nome e cognome hanno in comune, proprio come in un cruciverba e dà un indizio fornito dal conduttore; ogni volta che il concorrente non riesce ad indovinare il nome e cognome di un personaggio, viene aggiunta una lettera al cruciverba stesso. Questo gioco è realizzato in collaborazione con Enigmistica IN.
- Il giornalone di Caduta libera: il conduttore propone una data ben precisa e gli sfidanti tramite un indizio devono indovinare l'evento accaduto in tale data. Ad ogni errore o risposta mancata, viene aggiunta una lettera alla risposta.

### Gioco finale
- I 10 Passi: il concorrente finalista deve rispondere a dieci domande in tre minuti. Il montepremi minimo che si può vincere è di 10.000 euro nel caso in cui il concorrente centrale abbia totalizzato una cifra inferiore a quest'ultima. Il concorrente ha la possibilità di passare le domande a cui non sa rispondere, per ritentare in un secondo momento. Se risponde correttamente a tutte le domande vince il montepremi, altrimenti perde tutto e cade nella botola. In ogni caso acquisisce il diritto a ritornare nella puntata successiva fino a quando non viene battuto da uno sfidante.

## Vincite
Il concorrente che ha totalizzato la somma più alta al gioco è stato Nicolò Scalfi, da Villaggio Prealpino (Brescia), che ha vinto in tutto 812000 € in 3 puntate nel torneo Campionissimi + 88 puntate nel gioco classico (da ottobre 2018 a luglio 2019).

## Spin-off
- Caduta libera - I migliori, spin-off del programma originale e di Caduta libera - Campionissimi[19] in onda in prima serata su Canale 5[20] dal 24 settembre[21] al 29 ottobre 2023[22] con la conduzione di Gerry Scotti[23][24].